# Pic d'Àtics
El Pic d'Àtics és una muntanya de 2.555 metres que es troba en el terme municipal d'Alt Àneu, a la comarca del Pallars Sobirà, dins del territori de l'antic terme d'Isil.
Està situat a prop del racó nord-est del terme d'Alt Àneu i de l'antic terme d'Isil, a prop i al sud-oest del Mont-roig i al nord de l'Estanyardo. És, de fet, un contrafort nord-occidental de la Serra de Pilàs.